# جيمس تومسون (سياسي كندي)
جيمس تومسون هو سياسي كندي، ولد في 1854. انتخب member of the Legislative Assembly of Manitoba ‏ عن دائرة Emerson (electoral district) ‏ (11 يوليو 1888 – 23 يوليو 1892).